# Бута
Бута (на френски и на суахили: Buta) е град в северната част на Демократична република Конго, столица на провинция Ба Уеле. Разположен е на река Итимбири, на 320 километра северно от екватора. В града има летище. През Бута тясна нефункционираща железопътна линия, свързваща градовете Исиро и Бумба. Населението на града е 46 642 жители (по приблизителна оценка от 2004 г.).